# 倫古里
48°28′41″N 24°51′38″E / 48.47806°N 24.86056°E
倫古里（烏克蘭語：Рунгури），是烏克蘭的村落，位於該國西部伊萬諾-弗蘭科夫斯克州，由科洛梅亞區負責管轄，始建於1579年，面積8.05平方公里，2001年人口2,492，人口密度每平方公里309.6人。